# کچوئرا دا پراتا
کچوئرا دا پراتا (به پرتغالی: Cachoeira da Prata) یک منطقهٔ مسکونی در برزیل است که در میناز ژرایس واقع شده‌است. کچوئرا دا پراتا ۳٬۵۹۱ نفر جمعیت دارد.